# Callitropsis
Callitropsis (sinónimo Xanthocyparis) es un género de cipreses perteneciente a la familia de las cupresáceas, con varias que son nativas de Norteamérica y una nativa de Vietnam en el sureste de Asia.
Farjon et al. (2002) decribieron el nuevo género Xanthocyparis para acomodar a la nueva especie vietnamita X. vietnamensis y otra especie, X. nootkatensis, el ciprés de Nootka, que anteriormente se había incluido en el género Chamaecyparis (Camecíparis) como C. nootkatensis (Camecíparis de Nootka). Esto se debió en parte al descubrimiento de que C. nootkatensis estaba emparentada más estrechamente con el género Cupressus que con Chamaecyparis (Gadek et al. 2000).
Little et al. (2004), al tiempo que confirmaban la relación anterior con nuevas evidencias, señaló que tal como las describían Farjon et al., Xanthocyparis incluía la especie tipo de Callitropsis (Cupressus nootkatensis, un sinónimo de Chamaecyparis nootkatensis y Xanthocyparis nootkatensis). Callitropsis había sido descrita por Oersted en 1864 pero este nombre se había ignorado por Farjon y la mayor parte de otros autores; bajo las normas del Código internacional de nomenclatura botánica, Callitropsis como el nombre de publicación más antigua, tiene prioridad a la hora de nombrar sobre Xanthocyparis si este género incluye Cupressus nootkatensis. Little et al. por lo tanto reconocieron Xanthocyparis como un sinónimo de Callitropsis. El nombre Xanthocyparis ha sido propuesto desde entonces para conservación por encima de Callitropsis (Mill & Farjon 2006), pero a menos que esa propuesta se apruebe en el próximo Congreso Internacional de Botánica en 2011, estas especies están correctamente clasificadas como Callitropsis si son reconocidas como un género diferente al resto.
Little et al. (2004) también presentaron pruebas de que Cupressus is parafilético con respecto a Juniperus y Callitropsis, con las especies norteamericanas de Cupressus más estrechamente relacionadas con Callitropsis que con las especies cupresáceas de europeas y asiáticas. Estas especies han sido transferidas a Callitropsis por Little (2006), pero esta transferencia no ha sido universalmente aceptada. (Hogan and Frankis, 2009)

## Especies
- Callitropsis nootkatensis - Ciprés de Nootka
- Callitropsis vietnamensis - Ciprés dorado vietnamita